# Eduardo Cordero
Eduardo Cordero, né le 12 septembre 1921 à Iquique, au Chili et mort en septembre 1991 à Valparaíso, est un joueur chilien de basket-ball.

## Palmarès
- 3e du championnat du monde 1950